# Alekszej Pavlovics Bibik
Alekszej Pavlovics Bibik (Алексей Павлович Бибик, 1878. október 17. – 1976. november 18.) orosz származású író, novellista, regényíró.
Oroszországban született. Iskolázottabb volt, mint sok más író. Kilenc évesen kezdett írni. Egy magániskolában alapszinten irodalmat tanult. A próza felé fordult idővel.
Később az Azovi-tengernél levő Taganrog városába ment, ahol egy vasúti műhelyben dolgozott.
Amikor a bolsevikok 1917-ben hatalomra kerültek, Bibik a szocialista ellenzékhez tartozott (mensevikek). 1920-ban azonban teljesen felhagyott a politizálással. A munkásmozgalomról szóló könyvét többször átdolgozta, és 1922-ben publikálták ugyan, de a kommunista kritikusok ideológiailag zavarosnak minősítették.
Egyes műveit ukrán nyelven írta. 

## Műveiből
- К широкой дороге – regény (1912)
- Повести и рассказы (1966)
- Сквозь годы и бури (1975)
- Духом окрепнем в борьбе (Emlékek 1905-ről – Новый мир. – 1965. 12.)
- Вспомнилось старому котельщику (1967 – elbeszélés)
- Немного о моем литературном творчестве (1962)
- Свирель сатаны. Он заработал. Мишка. Тусина правда (elbeszélések)